# 指導者なき抵抗
指導者なき抵抗（しどうしゃなきていこう、英: leaderless resistance）は、1980年代後半から1990年代前半にかけて提唱された理論で、政府が潜在的なテロリストを発見できない根拠とされている。アメリカ合衆国において、長きにわたり討論の主題となってきた。
南部貧困法律センターによると、アメリカ合衆国において、組織的に行われたテロ行為はごく少数であり、そのほとんどは1人または2人で行われたものであるとされる。オクラホマシティ連邦政府ビル爆破事件が発生した1995年から2011年までに発生したテロ行為のうち、ほぼ3分の1はローンウルフの起こした事件であることが明らかとなっている。